# Чепмен, Мэтью
Мэтью Чепмен (род. 2 сентября 1950 года, Кембридж, Англия) — английский журналист, писатель, сценарист, режиссёр и активист.

## Профессиональная деятельность
В последнем фильме по сценарию Мэтью Чепмена, «Уступ», который он снял, играли Чарли Ханнэм, Лив Тайлер, Терренс Ховард и Патрик Уилсон. Фильм был снят в Луизиане и участвовал в главном конкурсе на кинофестивале «Sundance» в 2011 году. Фильм рассказывает об интеллектуальной, личной и в конечном итоге, фатальной вражде между атеистом и евангельским христианином. Атеист вынужден решать, умереть ему или он увидит кого-то, кого он любит, убитым. По словам Чепмена, это «первый про-атеистический художественный фильм, когда-либо выпущенный в Америке». Его цель состояла в том, чтобы «произвести работу, которая выдвигает основные интеллектуальные аргументы в пользу атеизма, но также дает мощный эмоциональный аргумент против жестокости религиозного характера» и «того, как люди страдают в результате».
Чепмен работал над несколькими проектами, в том числе «Американский гость», снимавшийся в Бразилии. Чепмен также создавал музыкальный проект Италии XV века и написал сценарии для двух проектов для телевидения. В прошлом он писал для таких разных режиссёров, как Альфонсо Куарон Уолтер Саллес, Бруно Баррето, Тони Кей и Алан Пакула, а также для таких актёров, как Хелен Миррен, Рэйчел Вайс, Кевин Спейси, Джонни Депп, Брюс Уиллис, Чарли Ханнэм, Лив Тайлер, Теренс Ховард и австралийской актрисы Миранда Отто.
Чепмен много писал о противоречиях между сотворением и эволюцией в США, в частности, о деле Китцмиллер против школьного окружного комитета Довр, Пенсильвания, в котором 11 родителей успешно подали в суд на школьный окружной комитет, чтобы помешать им прочитать вслух требуемое утверждение на уроках естествознания в девятом классе.
Он снял шесть фильмов по своим сценариям, написал множество сценариев, опубликовал статьи в журнале «Harper’s» и «National Geographic» среди других, в настоящее время ведет блог на Huffington Post. Является автором двух книг «Испытания обезьяны — случайный мемуар» и «40 дней и 40 ночей — Дарвин, разумный замысел, Бог, ОксиКонтин и другие странности на испытании в Пенсильвании».

## Организация «Научные дебаты»
Чепмен основал некоммерческую организацию, ScienceDebate.org — «Научные дебаты» в 2007 году. Его соучредителями были соавтор сценариев Шон Лоуренс Отто — генеральный директор организации, научный писатель Крис Муни, морской биолог и научный блогер Шерил Киршенбаум, известный физик Лоуренс Краусс и философ Остин Дейси. Организация была создана для оказания влияния на кандидатов в президенты США с целью проведения дебатов по вопросам науки и техники. Среди участников организации много нобелевских лауреатов, сотни университетов, президенты университетов, бизнес-лидеры и новаторы, почти каждая крупная научная организация в Америке, Элон Маск (Тесла), бывшие члены научного кабинета Обамы, и многие другие, в том числе Джонни Депп, Марк Руффало, Дэвид Швиммер — актёр и эколог, Питер Койот. Хотя кандидаты в президенты США ещё не согласились на научные дебаты, с 2008 года все финалисты президентской гонки ответили на 14-20 научных вопросов, публично задаваемых организацией «Научные дебаты». В этом участвовали Барак Обама (дважды), Джон Маккейн, Митт Ромни, Дональд Дж. Трамп, Хиллари Клинтон, Джилл Стейн и Гари Джонсон. Данные ответы, публикуются в Интернете и в средствах массовой информации, а их ответы доступны многим сотням миллионов людей. Организация постоянно выступает за дальнейшее обсуждение науки в общественной жизни. Чепмен остается президентом организации и по его словам, для него «странно, что вы спорите о вере, но не спорите о науке». Его мать Клэр была дочерью профессора философии Фрэнсиса Корнфорда и поэта Фрэнсис Корнфорд (урожденная Дарвин), дочери сэра Фрэнсиса Дарвина.

## Семья
Мэтью Чепмен — правнук Чарльза Дарвина. Его мать Клэр была дочерью профессора философии Фрэнсиса Корнфорда и поэта Фрэнсис Корнфорд (урожденная Дарвин), дочери сэра Фрэнсиса Дарвина. Его отец, Сесил Чепмен, был сыном известного физика и астронома Сиднея Чепмена, ответственного за ранние исследования природы озонового слоя.
Он женат на продюсере документального фильма Дениз Даммонт, бразильянке, с которой у него есть дочь Анна Белла Чарльз Дарвин Тейшейра Чепмен и пасынок Диого Марзо, который живёт в Австралии и ведет радиопередачу о политике под названием «Подумай об этом».
Чепмен живёт в Нью-Йорке.

## Книги
- Испытания Обезьяны: Случайные Воспоминания (Picador, 5 июля 2002) ISBN 0-312-30078-6.
- 40 дней и 40 ночей: Дарвин, Интеллектуальный дизайн, Бог, ОксиКонтин и другие странности на испытаниях в Пенсильвании. (Харпер Коллинз, 10 апреля 2007 г.) ISBN 0-06-117945-0.

## Фильмография
- «Хасси» (1980) (сценарий, режиссёр)
- «Поцелуй незнакомцев» (1983) (сценарий, режиссёр)
- «Сердце полуночи» (1988) (сценарий, режиссёр)
- «Согласие взрослых» (1992) (сценарий)
- «Цвет ночи» (1994) (сценарий)
- «Что худшее, что могло случиться?» (2001) (сценарий)
- «Беглое жюри» (2003) (сценарий)
- «Транзит чёрной воды» (2009) (сценарий)
- «Уступ» (2011) (сценарий, режиссёр)
- «Достижение Луны» (2015) (сценарий)